# President d'Israel
|  | No s'ha de confondre amb Primer ministre d'Israel. |

Estendard del President d'Israel

El President d'Israel és el Cap d'Estat d'Israel. Els Presidents són elegits per la Kenésset per un període de set anys, i es limiten a servir a un termini.

## Llista dels Presidents d'Israel
| # | #  | Nom               | Nom               | Inici mandat          | Fi mandat             | Partit polític (en el nomenament) |
| - | -- | ----------------- | ----------------- | --------------------- | --------------------- | --------------------------------- |
|   | 1  | Chaim Weizmann    | Chaim Weizmann    | 17 de maig de 1948    | 9 de novembre de 1952 | Sionistes Generals                |
|   | 2  | Yitshaq ben Tseví | Yitshaq ben Tseví | 8 de desembre de 1952 | 23 d'abril de 1963    | Mapai                             |
|   | 3  | Zalman Xazar      | Zalman Xazar      | 21 de maig de 1963    | 24 de maig de 1973    | Mapai                             |
|   | 4  | Efràyim Qatsir    | Efràyim Qatsir    | 24 de maig de 1973    | 19 d'abril de 1978    | L'Alineació                       |
|   | 5  | Yitzhak Navon     | Yitzhak Navon     | 19 d'abril de 1978    | 5 de maig de 1983     | L'Alineació                       |
|   | 6  | Chaim Herzog      | Chaim Herzog      | 5 de maig de 1983     | 13 de maig de 1993    | Laborista                         |
|   | 7  | Ezer Weizman      | Ezer Weizman      | 13 de maig de 1993    | 13 de juliol de 2000  | Laborista                         |
|   | 8  |                   | Moixé Qatsav      | 1 d'agost de 2000     | 1 de juliol de 2007   | Likkud                            |
|   | 9  | Shimon Peres      | Ximon Peres       | 15 de juliol de 2007  | 24 de juliol de 2014  | Kadima                            |
|   | 10 | Reuven Rivlin     | Reuven Rivlin     | 24 de juliol de 2014  | 7 de juliol de 2021   | Likkud                            |
|   | 11 | Isaac Herzog      | Isaac Herzog      | 7 de juliol de 2021   | Present               | Likkud                            |

### Paleta de colors
| Paleta de colors | Paleta de colors   | Paleta de colors | Paleta de colors | Paleta de colors | Paleta de colors | Paleta de colors | Paleta de colors | Paleta de colors | Paleta de colors | Paleta de colors | Paleta de colors |
| ---------------- | ------------------ | ---------------- | ---------------- | ---------------- | ---------------- | ---------------- | ---------------- | ---------------- | ---------------- | ---------------- | ---------------- |
|                  | Sionistes Generals |                  | Mapai            |                  | L'Alineació      |                  | Partit Laborista |                  | Likkud           |                  | Kadima           |